# Enrico Gonzales
Enrico Gonzales (Milano, 10 marzo 1882 – Milano, 1º luglio 1965) è stato un politico, avvocato e antifascista italiano.
Membro e poi presidente del Consiglio provinciale di Milano dal 1914 al 1923, consigliere Comunale di Milano dal 1922 al 1924, deputato dal 1921 al 1926, consultore nazionale nel 1945 e Senatore dal 1948 al 1953.

## Biografia

### Nascita e formazione
Nasce il 10 marzo 1882 a Milano, in via Abbondio Sangiorgio al numero 6 da Eugenio, impiegato in ferrovia, e Caterina Rava, maestra elementare.
È il quarto dei figli, il solo nato a Milano. Gli altri tre fratelli erano nati tutti a Torino: Clementina, 19 giugno 1871, Edoardo detto Tito, 6 dicembre 1872, Teresa, 11 gennaio 1874.
Nel 1900 consegue il diploma al ginnasio-liceo classico Beccaria.
Nel 1901 si iscrive alla Facoltà di Giurisprudenza dell’Università degli Studi di Pavia.
Il 10 gennaio 1902, dopo aver superato la prova d’ammissione del 15 dicembre 1901, entra al Collegio Ghislieri di Pavia come vincitore di una borsa di studio. Nello stesso anno la famiglia si trasferisce in via Guastalla n. 5 a Milano.
Nel 1903 entra nella redazione della rivista socialista pavese La Plebe.
Il 22 maggio 1906 consegue la Laurea in Giurisprudenza e si iscrive all’Albo dei Procuratori legali di Milano.
Patrocina la prima difesa in Tribunale come difensore d’ufficio di un “ladro” di biciclette. Negli stessi anni insegna all’Umanitaria.
Il 10 febbraio 1910 si iscrive all’albo degli Avvocati di Milano.
Il 30 settembre 1910 sposa Giuseppina Barisoni, nata a Milano il 7 settembre 1891, maestra elementare diplomata alla scuola normale Carlo Tenca nel luglio 1900.

### Primi passi in politica
Nel giugno 1914, alle elezioni amministrative, è eletto consigliere provinciale di Milano.
Difende Mussolini, direttore dell’Avanti! querelato per diffamazione, e ne ottiene l’assoluzione. Lo difenderà anche nel 1915, divenuto direttore del
Popolo d’Italia, querelato ancora una volta per diffamazione, ottenendone l’assoluzione.
Nel dicembre 1919 la sua fama di avvocato penalista si consolida: difende lo scrittore Mario Mariani, autore del romanzo Le adolescenti, accusato di “oltraggio al pudore mediante scrittura”. Mario Mariani e il pittore Renzo Ventura, autore delle illustrazioni, saranno condannati a 15 giorni di reclusione e 100 lire di multa.
Dal 1920 al 1923 è Presidente del Consiglio Provinciale di Milano.
Alle elezioni politiche anticipate del 15 maggio 1921 è eletto Deputato per il Partito Socialista nella circoscrizione Milano - Pavia.
Il 4 ottobre 1922 è presente al congresso costitutivo del Partito Socialista Unitario (PSU). Alle elezioni amministrative del 10 novembre a Milano è eletto consigliere comunale di minoranza.
Nel 1923 a Milano si apre il processo per i fatti di Palazzo D’Accursio (episodio avvenuto a Bologna). Gonzales ottiene un grande plauso per la sua arringa che rimarrà famosa per l’afflato quasi profetico. Il suo assistito, prof. Bidone, è prosciolto; agli altri imputati sono inflitte pene lievi. Il processo, celebrato quando il fascismo ha ormai preso il potere, termina in modo soddisfacente per tutti. Gonzales, avvocato di fama, ha il suo studio in via Durini.
L’8 novembre 1923 Gonzales guida gli oppositori alla proposta di mutare la denominazione del corso di Porta Romana per un tratto in corso Roma e per il restante tratto in corso XXVIII ottobre (data della marcia su Roma). Il suo veemente discorso provoca in aula feroci contestazioni, ma riesce ad impedire il mutamento toponomastico. Al termine della seduta lui e la moglie subiscono un tentativo di aggressione.

### L'affermazione sulla scena politica nazionale
Il 27 gennaio 1924, a Genova, all'apertura della campagna elettorale per le elezioni politiche è bastonato da un gruppo di squadristi ed è ricoverato in ospedale per una decina di giorni. Il Popolo d'Italia commentò: 
(Tiro a segno, Antifascismo e ... botte, Il Popolo d'Italia, 30 gennaio 1924)
Il 4 aprile è rieletto deputato per il Partito Socialista Unitario. Il 30 maggio Giacomo Matteotti nel suo intervento di denuncia dei brogli fascisti così ricorda le violenze subite da Gonzales, ironizzando amaramente sui dinieghi rumorosamente opposti dai deputati fascisti:
(Atti Parlamentari, Camera dei Deputati, LEGISLATURA XXVII, DISCUSSIONI, TORNATA DEL 30 MAGGIO 1924, p. 60, intervento di Giacomo Matteotti)
Dopo il rapimento di Matteotti del 10 giugno 1924, il 12 giugno Gonzales tiene il suo più celebre discorso alla Camera, in cui inchioda Mussolini alle sue responsabilità di capo del Governo nella scomparsa del deputato Matteotti.
sede del Parlamento, a Camera aperta, in
quest'anno di grazia 1924, un deputato
dell'opposizione ha potuto essere aggredito,
rapito, e al terzo giorno dal fatto, mentre
le sedute tranquillamente continuano, noi
non sappiamo se egli ci sarà mai restituito.
Le parole del Presidente della Camera,
personificazione delle garanzie per tutti gli
eletti della Nazione, e le parole del presidente del Consiglio, custode delle leggi,
non furono quelle che noi attendevamo.
Hanno sapore di ordinaria amministrazione, o signori!
A nome dei miei colleghi di gruppo e colla saputa solidarietà di tutti i deputati
dell'Opposizione denunzio alla Camera e al Paese il fatto atroce e senza precedenti»
(Atti Parlamentari, Camera dei Deputati, LEGISLATURA XXVII, DISCUSSIONI, TORNATA DEL 12 GIUGNO 1924, p. 323, intervento dell'onorevole Gonzales)

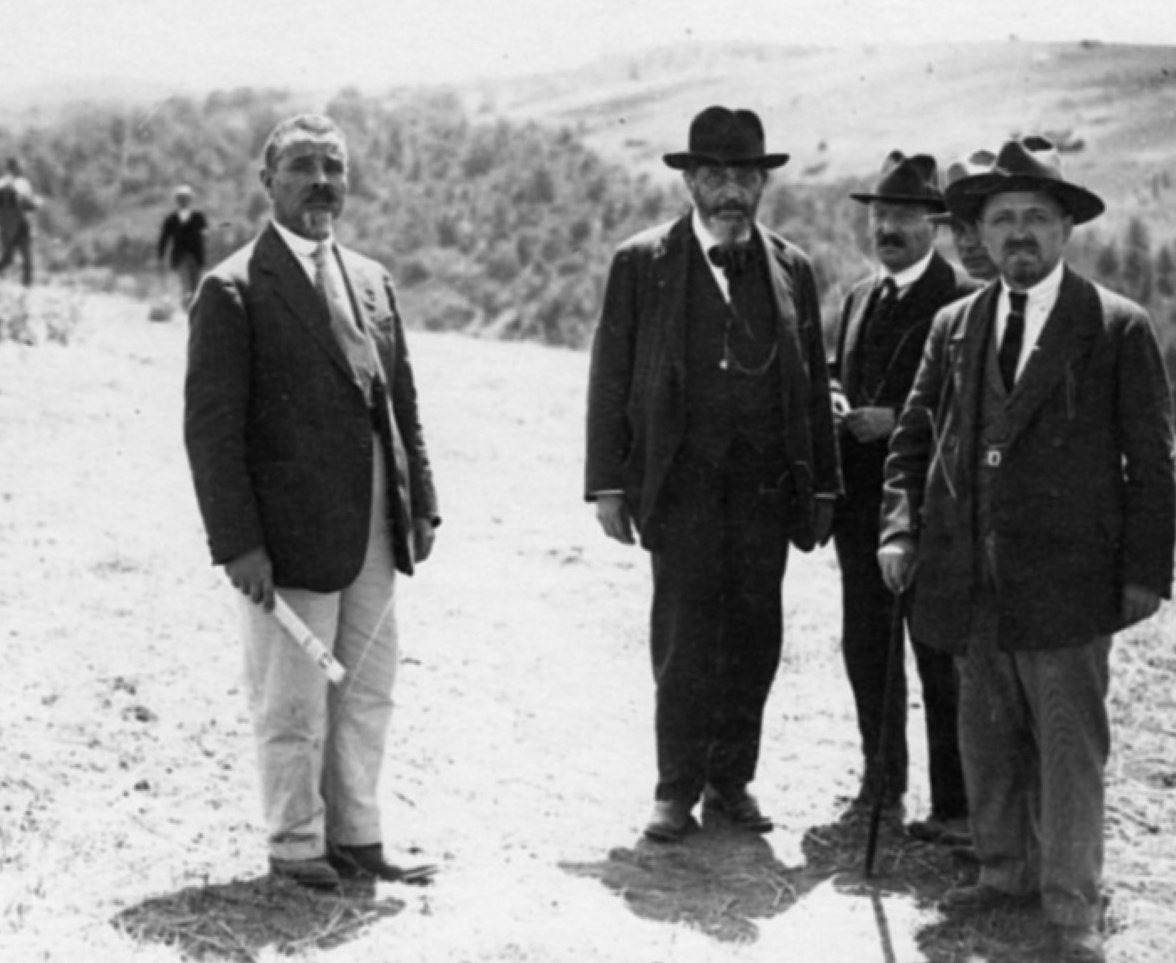
18 agosto 1924 - i deputati socialisti unitari Enrico Gonzales, Filippo Turati e Claudio Treves alla Quartarella per il rendere onore alla salma di Matteotti.

Dopo il ritrovamento del corpo di Matteotti nel bosco della Quartarella, avvenuto il 16 agosto 1924, il 18 agosto Gonzales e Turati sono gli unici ad essere ammessi al cimitero di Riano per effettuare il riconoscimento del cadavere di Matteotti. Gonzales è un punto di riferimento per Turati e gli aventiniani.
Il 10 giugno 1925 Gonzales è scelto come oratore per pronunciare il discorso commemorativo ad un anno dalla morte di Matteotti, presso la sede del quotidiano Il Mondo.
Il 13 luglio 1925 si celebra a Firenze il processo ad Ernesto Rossi e Gaetano Salvemini per la pubblicazione clandestina del periodico antifascista Non Mollare.
Gonzales è a Firenze per solidarietà nei confronti degli imputati e dei difensori Nino Levi e Ferruccio Marchetti. All’uscita del Tribunale, dopo il proscioglimento degli imputati, avvocati ed amici sono selvaggiamente aggrediti. Gonzales finirà in ospedale in seguito alle gravi ferite riportate.
Nel novembre 1926 è dichiarato decaduto dalla carica di deputato. Nel dicembre 1926 passa alcuni giorni a San Vittore, accusato di complicità nell’espatrio di Turati.

### L'"esilio in Italia" durante il regime fascista
Nel 1927, dopo aver ottenuto un regolare visto per recarsi all’estero per motivi di lavoro, parte per la Grecia e la Turchia.
L’8 marzo 1927 scrive da Costantinopoli una lettera molto tormentata a Filippo Turati in cui cerca di palesare i motivi del suo disincanto nei confronti della politica.
Sceglie di ritornare in Italia e di dedicarsi esclusivamente alla sua professione non collaborando con il regime fascista e preservando la propria indipendenza morale.
Nel 1932 nasce in svizzera la figlia Donata, frutto della relazione con Fiora Siebanech.
Gonzales trasferisce il suo studio in via Freguglia n. 4 ed è impegnato in numerosi processi. Uno dei più noti è quello celebrato a Milano nel 1941 in cui sono imputati i Frati di Erba, accusati di avere rapito e ucciso la donna di servizio Fiora Rigamonti.

### Il ritorno all'attività politica
Nel 1945, ripristinata la democrazia, Gonzales è chiamato a fare parte della Consulta Nazionale per il Partito Socialista Italiano di Unità Proletaria e ricomincia la sua attività politica.
Nel 1946 rifiuta la candidatura all’Assemblea Costituente.
Il 9 gennaio 1947, durante la scissione di Palazzo Barberini, si schiera con Giuseppe Saragat nelle file del PSLI (poi PSDI).
Il 18 aprile 1948 è eletto al Senato nella lista di Unità Socialista con 13.676 preferenze nel collegio di Milano.
Nel 1951 è uno dei difensori di Carlo Candiani, accusato di avere ucciso la cameriera Silvia da Pont a Busto Arsizio.
Il 20 marzo 1953 nell’aula del Senato annuncia il voto favorevole del suo gruppo alla legge voluta De Gasperi che assegna il 65% dei seggi della
Camera dei Deputati alla lista o al gruppo di liste apparentate in caso del raggiungimento del 50% più uno dei voti validi. La "legge truffa", come la chiamerà
Piero Calamandrei, suscita molte polemiche e Gonzales è oggetto di insinuazioni ed accuse da parte degli avversari politici che siedono nelle file del PSI e del PCI.
Alle elezioni politiche del 1953, sollecitato a ricandidarsi dai compagni di partito, non sarà rieletto, anche a causa del tracollo elettorale del PSDI (dal 7,07 al 4,52%) e degli altri partiti
di maggioranza (- 12%) che comporterà altresì il mancato raggiungimento (alla Camera) del quorum necessario a far scattare il premio di maggioranza attribuito dalla legge truffa.

### L'attività di avvocato penalista
Nel 1960 si celebra a Belluno il processo per i fatti di Alleghe in cui i Da Tos, proprietari dell’albergo Centrale di Alleghe, De Biasio e Gasperin sono accusati di quattro omicidi.
Nei tre gradi del processo, conclusosi nel 1964, Gonzales avrà accanto nel collegio di difesa l’allievo d’elezione, l’avvocato Vittorio D’Aiello a cui consegnerà il suo testimone.

### Gli ultimi anni di vita e le onorificenze
Nel 1963 la Civica amministrazione di Milano conferisce a Gonzales la medaglia d’oro di benemerenza.
Nel 1964 viene attribuita all’avv. Gonzales la medaglia d’oro per il 50° della sua iscrizione all’albo forense milanese.
Nel 1964 muore la moglie Pinetta Barisoni.
Il 2 marzo 1965, in seguito a una caduta nella sua casa di Recco, è ricoverato a Genova. Poi sarà trasportato a Milano, dove morirà il 1º luglio. Il 2 luglio alle ore 16 è celebrato il funerale civile. Un folto corteo di colleghi, amici, compagni di partito e conoscenti accompagnano la bara dalla sua casa di Corso di Porta Vittoria 17, verso il Cimitero Monumentale.
Il 24 dicembre, nella “Giornata della Riconoscenza”, la Provincia di Milano gli conferisce la medaglia d’oro alla memoria, annoverandolo tra i benemeriti della Provincia.
Nel 1976, su proposta di Vittorio D’Aiello, che ha da poco lasciato i banchi del Consiglio Comunale (dove è stato capogruppo del PSDI dal 1970 al 1975), gli è intitolata una via di Milano.

## Opere
- Enrico Gonzales - Antonio Greppi, In memoria di Emilio Caldara. Primo Sindaco Socialista di Milano, Milano, Biblioteca di Critica Sociale, 1965.
- Enrico Gonzales, Il contratto di lavoro. 12 lezioni dell’avvocato Enrico Gonzales (appunti raccolti dagli allievi), Milano, Industria grafica italiana Stucchi, Ceretti & C., 1908.
- Enrico Gonzales, Il delitto Matteotti, la battaglia parlamentare dell’opposizione, Milano, l’azione del Popolo, aprile 1945.